# Alejo V Ducas
Alejo V Ducas Murtzouphlos o Murzuflo (1140-diciembre de 1205) fue proclamado emperador bizantino el 5 de febrero de 1204, durante el asedio de Constantinopla por los latinos de la Cuarta Cruzada. Su sobrenombre Murzuflo hacía referencia a sus pobladas cejas. Tenía relaciones familiares con la línea imperial de los Ángelo.
Como noble romano, había ascendido en la corte hasta el cargo de protovestiarios en la época de la Cuarta Cruzada. En enero de 1204, los emperadores Isaac II y Alejo IV Ángelo inspiraban ya poca confianza a la población de Constantinopla por su defensa de la ciudad ante los latinos. Gracias a su cargo, Alejo Ducas tenía fácil acceso a la residencia imperial, y cuando se desató la revuelta en la ciudad para destronar a los dos emperadores Ángelo, Alejo hizo uso de dicho acceso para capturarlos. El joven Alejo IV sería muerto en la refriega. La muerte de su padre, Isaac II, poco después, posiblemente fue «inducida de manera artificial».
Tras su coronación, Alejo V comenzó a reforzar las defensas de Constantinopla y puso fin a las negociaciones con los latinos. Pero era demasiado tarde, ya no había tiempo para el nuevo emperador: durante el combate que se produjo, defendió la ciudad con coraje y tenacidad. Los cruzados demostraron ser demasiado fuertes y Alejo hubo de huir a Tracia poco después de que la ciudad cayese.
A continuación, intentó aliarse con su coemperador Alejo III Ángelo contra los latinos, pero Alejo III lo cegó y lo puso en manos de los cruzados, que lo ajusticiaron como el asesino de Alejo IV, usando un método novedoso, ya que fue arrojado desde la Columna de Teodosio. Fue el último emperador romano de oriente (bizantino) antes del establecimiento del Imperio latino, que dominaría Constantinopla durante los siguientes 57 años.